# Rubén Uriza Castro
Rubén Uriza Castro   (Huitzuco, 27 de maig de 1919 - Ciutat de Mèxic, 30 d'agost de 1992) va ser un genet mexicà que va competir durant la dècada de 1940.
El 1948 va prendre part en els Jocs Olímpics d'Estiu de Londres, on va disputar dues proves del programa d'hípica. Guanyà la medalla d'or en la prova del concurs de salts d'obstacles per equips, formant equip amb Humberto Mariles i Alberto Valdés, mentre en el concurs de salts individual guanyà la medalla de plata. En ambdues proves muntà el cavall Hatuey.